# Wikipédia en ouïghour
Wikipédia en ouïghour (en ouïghour : ئۇيغۇرچە ۋىكىپېدىيە) est l’édition de Wikipédia en ouïghour, langue turcique parlée principalement dans le Xinjiang en Chine. L'édition est lancée en décembre 2003 et dans les faits en août 2004. Son code est : ug.
Au 23 mars 2025, l'édition en ouïghour contient 9 488 articles et compte 23 720 contributeurs, dont 35 contributeurs actifs et 1 administrateur.
L’édition de Wikipédia en ouïghour est écrite principalement en alphabet arabe modifié (écriture ouïghoure arabisée), mais des articles en écriture ouïghoure latine existent également.

## Présentation

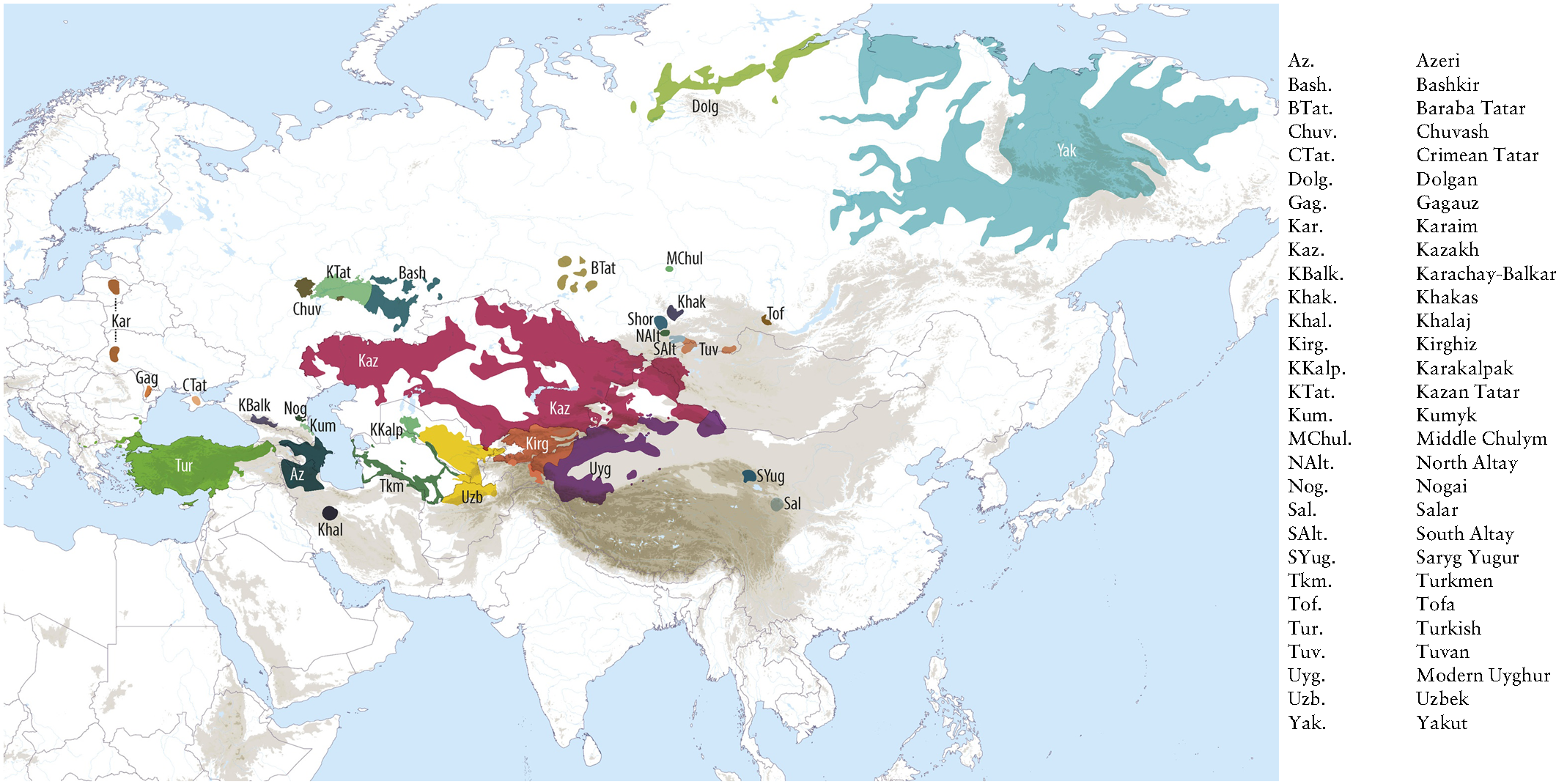
Aire de diffusion du ouïghour au sein des langues turciques.
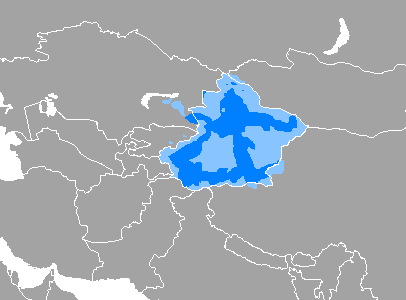
Aire de diffusion du ouïghour.

## Statistiques
- En février 2009, l'édition en ouïghour compte quelque 430 articles et 1 000 utilisateurs enregistrés.
- En mai 2016, elle compte 2 565 articles.
- Le 24 octobre 2022, elle contient 5 468 articles et compte 20 123 contributeurs, dont 33 contributeurs actifs et 2 administrateurs.
- Le 20 septembre 2024, elle contient 6 189 articles et compte 22 995 contributeurs, dont 34 contributeurs actifs et 1 administrateur.
- Le 23 mars 2025, elle contient 9 488 articles et compte 23 720 contributeurs, dont 35 contributeurs actifs et 1 administrateur.